# Église Saint-Pierre-et-Saint-Paul de Quiry-le-Sec
L'église Saint-Pierre et Saint-Paul de Quiry-le-Sec est une église catholique située sur le territoire de la commune de Quiry-le-Sec, dans le département de la Somme, au sud d'Amiens, à la limite du département de l'Oise, en France.

## Historique
L'église de Quiry-le-Sec fut édifiée à la fin du XVe siècle ou au début du XVIe siècle, comme en témoigne son architecture. Elle subit des modifications par la suite vraisemblablement au XVIIIe siècle, la date de 1772 est gravée sur le mur extérieur du bas-côté sud.

## Caractéristiques

### Extérieur
D'allure trapue, l'édifice a été construit en pierre de craie selon un plan basilical traditionnel. Il se compose d'une nef à deux bas-côtés et d'un chœur avec abside à pans coupés. Les bas-côtés, soutenus par des contreforts, sont percés de fenêtres terminées par une maçonnerie en triangle. Un cadran solaire est visible sur le mur du bas-côté sud.
L'élément architectural majeur de l'église est son porche d'entrée surmonté d'un clocher. Ce porche est constitué d'un avant-corps qui donne accès au portail encadré de moulures avec au-dessus trois niches en accolade. La niche centrale est garnie d'une statue. L'avant-corps est encadré par deux puissants contreforts qui montent jusqu'au clocher. Ce dernier est constitué à l'ouest, d'un mur de pierre prolongeant l'avant-corps, les trois autres côtés sont construits en charpente et recouverts d'ardoise. Le sommet est terminé par une flèche recouverte, elle aussi, d'ardoise.

### Intérieur
La nef est composée de trois vaisseaux séparés par des arcs brisés qui reposent sur des piliers circulaires. Les bas-côtés ont été élargis, sans doute au XVIIIe siècle.
L'église conserve un certain nombre d'objets protégés en tant que monuments historiques :
- statue en pierre de la Vierge à l'Enfant à la grappe de raisin,
- fonts baptismaux en pierre, (XVe siècle);
- statue de sainte Catherine en pierre polychrome, (XVIe siècle);
- autel majeur avec tabernacle sculpté représentant les Pèlerins d'Emmaüs et retable sur toile représentant saint Pierre,
- lambris du chœur, bancs à balustre (XVIIIe siècle);
- tableau sur toile représentant la Vierge à l'Enfant avec sainte Anne et saint Jean-Baptiste inspirée de la Sainte Famille dite Vierge de Séville de Murillo,
- statue de la Vierge à l'Enfant, en bois doré,
- deux statuettes représentant la Vierge à l'Enfant et saint Pierre, avec leurs boîtes d'origine en forme de gaines d'horloge,
- deux statuettes provenant de bâtons de procession représentant sainte Catherine et saint Nicolas, (XIXe siècle);
- un Christ en croix en bois peint,
- une statue de saint Pierre, (non datée)[3].